# Roberts (Montana)
Roberts è un census-designated place degli Stati Uniti d'America, nello stato del Montana, nella Contea di Carbon. Nel 2010 contava 361 abitanti.